# Andronik Paleolog (zm. 1344)
Andronik Paleolog , (gr. Ἀνδρόνικος Παλαιολόγος, zm. w czerwcu 1344) – bizantyński arystokrata i wojskowy, jeden z dowódców w wojnie domowej w Bizancjum w latach 1341-1347. 

## Życiorys
Andronik był synem Konstantyna Paleologa, gubernatora Serres, wuja cesarza Andronika III Paleologa (1328-1341). Po raz pierwszy jest wspomniany 19 listopada 1341 roku, kiedy z okazji koronacji Jana V Paleologa. Niedługo potem Jan VI Kantakuzen uczynił go protostratorem i mianował do gubernatorem regionu Rodopów. Po dotarciu na miejsce Andronik przeszedł na stronę regentów Jana V Paleologa - Anny Sabaudzkiej i Aleksego Apokauka. O opowiedzeniu w wojnie domowej po stronie regencji zadecydowały względy rodzinne. Córka Aleksego Apokauka była żoną Andronika Paleologa. Podczas oblężenia twierdzy Pytio w Tracji w lipcu 1344 Andronik utonął w rzece Marica.